# شبانه، آبی و نقره‌ای – چلسی
شبانه، آبی و نقره‌ای - چلسی (انگلیسی: Nocturne: Blue and Silver – Chelsea) یک نقاشی رنگ روغن بر روی بوم از جیمز مک‌نیل ویسلر نقاش آمریکایی است.
این نقاشی از سری اولین نقاشی‌های شبانهٔ لندن می‌باشد که توسط ویسلر طرح گردید، این کار نقاش تحت تأثیر هنر شرقی است، آمیزه‌هایی به وام گرفته شده از نقاشی ژاپنی و نقاشی‌های چینی، امضای مونه به شکل پروانه در لبهٔ پایین اثر به خوبی مشهود است.